# Vecpiebalgas pagasts
Vecpiebalgas pagasts er en territorial enhed i Vecpiebalgas novads i Letland. Pagasten havde 1.641 indbyggere i 2010 og 1290 indbyggere i 2016 og omfatter et areal på 110,20 kvadratkilometer. Hovedbyen i pagasten er Vecpiebalga.